# كاتاك (للر وكتك)
كاتاك (بالفارسية: کتک) هي منطقة سكنية تقع في إيران في قسم للر وكتك الريفي. يقدر عدد سكانها بـ 604 نسمة بحسب إحصاء 2016.